# Hypothyris megalopolis
Hypothyris megalopolis är en fjärilsart som beskrevs av Felder 1865. Hypothyris megalopolis ingår i släktet Hypothyris och familjen praktfjärilar. Inga underarter finns listade i Catalogue of Life.